# Eustaquio Ilundáin y Esteban
Eustaquio Ilundáin y Esteban, né le 20 septembre 1862 à Pampelune en Navarre, Espagne, et mort le 10 août 1937 à Séville, est un cardinal espagnol de l'Église catholique romaine.

## Biographie
Ilundain y Esteban étudie à Pampelune et à  Ciudad Real. Il est professeur au séminaire de Pampelune et recteur à Ségovie. Ilundain est élu évêque d'Orense en 1904 et promu archevêque de Séville en 1920. Le pape Pie XI le créé cardinal lors du consistoire du 30 mars 1925.